# John Fiske (historiker)
John Fiske, född 30 mars 1842, död 4 juli 1901, var en amerikansk historiker och universitetslärare.
Fiske var ursprungligen verksam som filosofisk författare men ägnade sig senare huvudsakligen åt historisk forskning. Bland hans många skrifter, som 1902 utgavs i en samlad utgåva om 24 band, märks American political ideas (1885), The critical period of American history, 1783-1789 (1888), The beginnings of New England (1889), The American revolution (3 band, 1891), Dutch and quaker colonies in America (2 band, 1899, ny upplaga 1903) och New France and New England (1902). Fiske har betraktats som en av den nordamerikanska historieskrivningens klassiker.